# Европско првенство у атлетици за млађе сениоре 2017 — 3.000 метара препреке за мушкарце
Такмичење у трчању на 3.000 метара препреке у мушкој конкуренцији на 11. Европском првенству у атлетици за млађе сениоре 2017. у Бидгошћу одржано је 14. и 16. јула 2017. на стадиону Жђислав Кшишковјак.
Титулу освојену у Талину 2015, није бранио Митко Ценов из Бугарске јер је прешао у сениоре.

## Земље учеснице
Учествовало је 23 такмичарки из 15 земаља.
1. Аустрија (2)
2. Бугарска (1)
3. Италија (3)
4. Летонија (1)
5. Мађарска (1)
6. Немачка (1)
7. Португалија (2)
8. Турска (3)
9. Уједињено Краљевство (2)
10. Украјина (1)
11. Финска (1)
12. Француска (1)
13. Холандија (1)
14. Шведска (1)
15. Шпанија (2)

## Освајачи медаља
|                             |                            |                                       |
| Јоханес Чјапинели · Италија | Ахмед Абделвахед · Италија | Џамејн Колеман · Уједињено Краљевство |

## Квалификациона норма
Требало би да такмичари остваре квалификациону норму у периоду од 1. јануара 2016. до 4. јула 2017. године.
| Норма   |
| ------- |
| 9:10,00 |

## Сатница
| Датум   | Време | Коло          |
| ------- | ----- | ------------- |
| 14. јул | 15:35 | Квалификације |
| 16. јул | 17:19 | Финале        |

## Рекорди
| Рекорди пре почетка Европског првенства 2017. | Рекорди пре почетка Европског првенства 2017. | Рекорди пре почетка Европског првенства 2017. | Рекорди пре почетка Европског првенства 2017. | Рекорди пре почетка Европског првенства 2017. | Рекорди пре почетка Европског првенства 2017. |
| Рекорди                                       | Атлетичар                                     | Земља                                         | Време                                         | Место                                         | Датум                                         |
| --------------------------------------------- | --------------------------------------------- | --------------------------------------------- | --------------------------------------------- | --------------------------------------------- | --------------------------------------------- |
| Европски рекорд У-23                          | Франк Баумгартл                               | Источна Немачка                               | 8:10,36                                       | Монтреал, Канада                              | 28. јул 1976.                                 |
| Рекорди европских првенстава У-23             | Мартин Прел                                   | Аустрија                                      | 8:25,86                                       | Бидгошћ, Пољска                               | 19. јул 2003.                                 |
| Најбољи европски резултат сезоне У-23         | Јоханес Чјапинели                             | Италија                                       | 8:27,34                                       | Рим, Италија                                  | 8. јун 2017.                                  |

### Најбољи европски резултати у 2017. години
Десет најбољих атлетичарки у трци на 3.000 метара препреке 2017. године до почетка првенства (12. јул 2017), имале су следећи пласман на европској ранг листи.
| 1.  | Јоханес Чјапинели, | Италија          | 8:27,34 | 8. јун  |
| 2.  | Ел Мади Лаоуфи,    | Шпанија          | 8:32,12 | 29. јун |
| 3.  | Јамаине Колман,    | Велика Британија | 8:34,19 | 26. мај |
| 4.  | Ахмед Абделвахед,  | Италија          | 8:36,73 | 2. јул  |
| 5.  | Топи Рајтанен,     | Финска           | 8:39,89 |         |
| 6.  | Ноах Схуте,        | Холандија        | 8:42,85 | 7. јун  |
| 7.  | Данијел Џарвис,    | Велика Британија | 8:43,09 | 21. мај |
| 8.  | Симоне Коломбини,  | Италија          | 8:44,46 | 2. јул  |
| 9.  | Алексис Родригез,  | Шпанија          | 8:45,72 | 2. јул  |
| 10. | Калил Рмиди        | Шпанија          | 8:46,62 | 26. мај |

Такмичарке чија су имена подебљана учествовале су на ЕП.

## Резултати

### Квалификације
Квалификације су одржане 14. јула. Такмичарке су биле подељене у 2 групе. У полуфинале су се пласирале првих 5 из сваке групе (КВ) и 5 на основу резултата (кв).,,
Старт: група 1 у 15:35, група 2 у 15:53.
| Место | Групе | Атлетичар         | Земља                | ЛР      | ЛРС     | Резултат | Белешка |
| ----- | ----- | ----------------- | -------------------- | ------- | ------- | -------- | ------- |
| 1.    | 1     | Јоханес Чјапинели | Италија              | 8:27,34 | 8:27,34 | 8:43,68  | КВ      |
| 2.    | 1     | Топи Рајтанен     | Финска               | 8:39,89 | 8:39,89 | 8:43,80  | КВ      |
| 3.    | 1     | Ноах Схуте        | Холандија            | 8:42,85 | 8:42,85 | 8:45,07  | КВ      |
| 4.    | 1     | Балаж Јухас       | Мађарска             | 8:50,15 | 8:50,15 | 8:45,75  | КВ, ЛР  |
| 5.    | 1     | Видар Јохансон    | Шведска              | 8:45,46 | 8:56,86 | 8:46,13  | КВ, ЛРС |
| 6.    | 1     | Тургај Бајрам     | Турска               | 8:54,52 | 8:54,52 | 8:46,92  | кв, ЛР  |
| 7.    | 2     | Јамаине Колман    | Уједињено Краљевство | 8:34,19 | 8:34,19 | 8:50,15  | КВ      |
| 8.    | 2     | Ахмед Абделвахед  | Италија              | 8:36,73 | 8:36,73 | 8:50,31  | КВ      |
| 9.    | 2     | Ленарт Месеке     | Немачка              | 8:46,89 | 8:46,89 | 8:50,89  | КВ      |
| 10.   | 2     | Алексис Родригез  | Шпанија              | 8:45,72 | 8:45,72 | 8:50,99  | КВ      |
| 11.   | 2     | Алберт Блајс      | Летонија             | 8:43,97 | 8:53,25 | 8:51,38  | КВ, ЛРС |
| 12.   | 2     | Симоне Коломбини  | Италија              | 8:44,46 | 8:44,46 | 8:52,01  | кв      |
| 13.   | 1     | Данијел Џарвис    | Холандија            | 8:43,09 | 8:43,09 | 8:52,65  | кв      |
| 14.   | 2     | Андре Переира     | Португалија          | 8:53,64 | 8:57,79 | 8:57,26  | кв, ЛРС |
| 15.   | 2     | Антони Понтијер   | Француска            | 8:48,12 | 8:48,12 | 8:57,26  | кв      |
| 16.   | 1     | Ерсин Текал       | Турска               | 8:54,54 | 9:10,42 | 8:59,43  | ЛРС     |
| 17.   | 1     | Лука Зин          | Аустрија             | 8:51,40 | 8:51,40 | 9:01,89  |         |
| 18.   | 2     | Сергеј Шевченко   | Украјина             | 8:52,61 | 8:52,61 | 9:05,62  |         |
| 19.   | 1     | Рикардо Барбоса   | Португалија          | 9:06,48 | 9:06,48 | 9:07,10  |         |
| 20.   | 2     | Паул Штигер       | Аустрија             | 9:06,17 | 9:06,17 | 9:14,90  |         |
| 21.   | 1     | Калил Рмиди       | Шпанија              | 8:46,62 | 8:46,62 | 9:15,24  |         |
| 22.   | 2     | Иво Балабанов     | Бугарска             | 9:04,48 | 9:31,28 | 9:18,10  | ЛРС     |
| 23.   | 2     | Огузхан Улгер     | Турска               | 9:04,68 | 9:13,41 | 9:33,07  |         |

### Финале
Финале је одржано 16. јула 2017. године у 17:19.,
| Место | Атлетичар         | Земља                | Резултат | Белешка |
| ----- | ----------------- | -------------------- | -------- | ------- |
|       | Јоханес Чјапинели | Италија              | 8:34,33  |         |
|       | Ахмед Абделвахед  | Италија              | 8:37,02  |         |
|       | Јамаине Колман    | Уједињено Краљевство | 8:40,44  |         |
| 4.    | Топи Рајтанен     | Финска               | 8:40,69  |         |
| 5.    | Балаж Јухас       | Мађарска             | 8:45,90  |         |
| 6.    | Тургај Бајрам     | Турска               | 8:46,48  | ЛР      |
| 7.    | Ленарт Месеке     | Немачка              | 8:50,21  |         |
| 8.    | Симоне Коломбини  | Италија              | 8:54,80  |         |
| 9.    | Алберт Блајс      | Летонија             | 8:58,62  |         |
| 10.   | Видар Јохансон    | Шведска              | 9:00,81  |         |
| 11.   | Алексис Родригез  | Шпанија              | 9:02,42  |         |
| 12.   | Данијел Џарвис    | Уједињено Краљевство | 9:03,07  |         |
| 13.   | Антони Понтијер   | Француска            | 9:16,94  |         |
| 14.   | Ноах Схуте        | Холандија            | НЗ       |         |
| 15.   | Андре Переира     | Португалија          | Диск.    | 163.3.  |